# ریکاردو جوستی
ریکاردو عمر جوستی (متولد ۱۱ دسامبر ۱۹۵۶ در آرویو سکو، سانتافه) یک فوتبالیست سابق آرژانتینی است. او که یک هافبک مستحکم بود و بیشتر دوران حرفه ای خود را با تیم آرژانتینی ایندیپندنته بازی می‌کرد. در سطح بین‌المللی، او در سال ۱۹۸۶ با آرژانتین قهرمان جام جهانی شد و همچنین نایب قهرمان دوره ۱۹۹۰ بود. گیوستی با ۵۳ بازی ملی ۳۸مین رکورد حضور در تیم ملی فوتبال آرژانتین را در کارنامه دارد. او در پنج تورنمنت مهم برای کشور خود بازی کرد.

## افتخارات

### باشگاهی
ایندپندنته
- لیگ برتر (۲): ۱۹۸۳، ۱۹۸۸–۸۹
- کوپا لیبرتادورس (۱): ۱۹۸۴
- جام بین قاره‌ای (۱): ۱۹۸۴

### ملی
آرژانتین
- جام جهانی (۱): ۱۹۸۶